# تولد یک اژدها
تولد یک اژدها (انگلیسی: Birth of the Dragon) فیلم رزمی آمریکایی به کارگردانی جرج نلفی می باشد. این فیلم دوران جوانی بروس لی را نمایش می دهد.